# Tvarožná (Slowakei)
Tvarožná (deutsch Dur[e]lsdorf, ungarisch Duránd, lateinisch Durandi Villa) ist eine Gemeinde im Norden der Slowakei mit 775 Einwohnern (31. Dezember 2022). Sie gehört zum Okres Kežmarok, einem Teil des Prešovský kraj und wird zur traditionellen Landschaft Zips gezählt.

## Geographie
Die Gemeinde liegt zwischen dem Talkessel Popradská kotlina (Teil von Podtatranská kotlina) und den westlichen Ausläufern der Leutschauer Berge. Durch den Ort fließen mehrere Bäche, der größte heißt Tvarožiansky potok, Durlsdorfer Bach oder auch Durand. Das 35 km² große Gemeindegebiet umfasst neben dem Hauptort seit 2011 auch die Katastralgemeinde und ehemaligen Ort Ruskinovce (deutsch Rißdorf). Das Ortszentrum liegt auf einer Höhe von 670 m n.m. und ist neun Straßenkilometer von Kežmarok entfernt.

## Geschichte
Das genaue Gründungsjahr ist bisher nicht bekannt, zur Zeit der ersten schriftlichen Erwähnung im Jahre 1268 als villa Durandi war der Ort ein von Zipser Sachsen bewohntes landwirtschaftliches Städtchen. 1271 erhielt es Stadtrechte nach sächsischem Recht und gehörte zur Provinz der Zipser Sachsen. 1412 wurde es mit 11 anderen Zipser Städten nach Polen verpfändet und blieb dort bis 1772. Neben Landwirtschaft waren Brennerei und Leinenverarbeitung bedeutend, Zünfte waren dagegen kaum entwickelt.
Bis 1918 gehörte Durlsdorf im Komitat Zips zum Königreich Ungarn und kam danach zur Tschechoslowakei. Die ansässige deutsche Bevölkerung wurde 1945 evakuiert beziehungsweise vertrieben und durch Slowaken aus den Nachbarorten ersetzt.

## Bevölkerung
Ergebnisse nach der Volkszählung 2001 (593 Einwohner):
| Nach Ethnie: - 89,54 % Slowaken - 8,77 % Zigeuner - 0,34 % Mährer - 0,34 % Polen | Nach Konfession: - 97,47 % römisch-katholisch - 1,18 % keine Angabe - 0,67 % evangelisch - 0,34 % konfessionslos |

## Sehenswürdigkeiten
- römisch-katholische Matthäuskirche aus dem 13. Jahrhundert
- evangelische Kirche, 1778 erbaut
- einige Bürgerhäuser aus der Neuzeit
- barocke Säule mit Darstellung einer Maria Immaculata, 1730 errichtet

## Töchter und Söhne der Gemeinde
- Jana Kurucová (* 1982), slowakische Opernsängerin (Mezzosopran)

1. ↑  Hustota obyvateľstva - obce [om7014rr_obc=AREAS_SK, v_om7014rr_ukaz=Rozloha (Štvorcový meter)]. Statistical Office of the Slovak Republic, 28. März 2024, abgerufen am 8. Februar 2025 (slowakisch).
2. ↑  Počet obyvateľov podľa pohlavia - obce (ročne) [om7101rr_obce=AREAS_SK]. Statistical Office of the Slovak Republic, 28. März 2024, abgerufen am 8. Februar 2025 (slowakisch).